# Pondori
Pondori is een gemeente (commune) in de regio Mopti in Mali. De gemeente telt 10.000 inwoners (2009).
De gemeente bestaat uit de volgende plaatsen:
- Djera
- Gomitogo (hoofdplaats)
- Koba
- Kobassa
- Noina
- Siroumou